# Olulis rosacea
Olulis rosacea là một loài bướm đêm trong họ Noctuidae.